# Siyar
Siyar is een bestuurslaag in het regentschap Pasuruan van de provincie Oost-Java, Indonesië. Siyar telt 2069 inwoners (volkstelling 2010).